# جون جونسون (محامي)
جون جونسون (بالإنجليزية: J. Neely Johnson)‏ (و. 1825 – 1872 م) هو محامي، وسياسي، وقاضي أمريكي، ولد في مقاطعة جيبسون، كان عضوًا في حزب لا أدري، وكان عضوًا في الحزب الديمقراطي، توفي في سولت ليك سيتي، عن عمر يناهز 47 عاماً.

## مناصب
تولى منصب حاكم كاليفورنيا (9 يناير 1856–8 يناير 1858)
- عضو جمعية ولاية كاليفورنيا

.